# Cameron Payne
Cameron Payne (ur. 8 sierpnia 1994 w Memphis) – amerykański koszykarz, występujący na pozycji rozgrywającego, od 2024 zawodnik New York Knicks.
23 lutego 2017 został wytransferowany wraz z Joffreyem Lauvergne'em i Anthonym Morrowem do Chicago Bulls w zamian za Taja Gibsona, Douga McDermotta i niechroniony wybór II rundy draftu 2018. 3 stycznia 2019 został zwolniony. 3 dni później podpisał 10-dniową umowę z Cleveland Cavaliers. 16 stycznia zawarł kolejną taką samą umowę. Po jej wygaśnięciu opuścił klub.
24 lipca 2019 został zawodnikiem Toronto Raptors. 19 października opuścił klub. 13 listopada dołączył do chińskiego Shanxi Zhongyu.
30 czerwca 2020 podpisał kontrakt z Phoenix Suns. 2 października 2023 został zawodnikiem Milwaukee Bucks. 8 lutego 2024 został wytransferowany do Philadelphia 76ers. 15 lipca 2024 został podpisany jako wolny agent przez New York Knicks

## Osiągnięcia
Stan 10 marca 2024, na podstawie, o ile nie zaznaczono inaczej.
NCAA
- Mistrz sezonu regularnego:
  - konferencji Ohio Valley (OVC – (2015)
  - dywizji konferencji OVC (2014, 2015)
- Zawodnik roku konferencji OVC (2015)[13]
- MVP turnieju College Insider.com (2014)
- Laureat nagrody – Lute Olson Award (2015)[14]
- Najlepszy pierwszoroczny zawodnik konferencji OVC (2014)
- Zaliczony do:
  - I składu:
    - OVC (2014, 2015)
    - turnieju:
      - OVC (2014, 2015)
      - College Insider.com (2014)

  - nowo przybyłych zawodników OVC (2014)

NBA
- Wicemistrz NBA (2021)[15]